# Ultimate Soccer Manager
Ultimate Soccer Manager ou USM est une série de jeux vidéo de management de football pour MS-DOS, Commodore Amiga et Windows 95, produit par Impressions et distribué par Sierra de 1995 à 1999. En Europe, le jeu a connu un grand succès (sauf en Allemagne, où il a été moins bien reçu à cause de certaines similitudes avec les gestionnaires de produits par des maisons de logiciels locaux, tels que Software 2000 et Ascaron), ainsi qu'un succès d'estime au Japon,,,.
La série a été notée pour sa microgestion, où le joueur devait faire le travail du chef d'équipe et une grande partie de celui du président, au joueur de formation à la gestion des dépôts en banque. Les autres caractéristiques sont bien connues d'une bonde opposant une équipe adverse pour le traitement du marché préférentiel, le gréement ou les paris sur les résultats de l'équipe des matchs par équipes. Des interviews après le match où certaines réponses ont été imprimés avec des interprétations différentes sur du papier journal pour les prochains jours (le joueur peut répondre à une question sur le jeu avec "C'était un jeu de deux moitiés", et "Il nous a étonné après le jeu en nous donnant un aperçu des règles du football" qui serait imprimée sur les journaux).
Dans les trois jeux, le jeu a toujours gardé le même style visuel : l'écran principal est une vue d'ensemble de l'aptitude du stade (où cliquer sur l'herbe apporte l'écran de sélection d'escouade ou dans les tribunes pour le constructeur du stade) et tous les écrans sont présentés de la même manière que le joueur était à l'intérieur d'un bureau (TCM 2004 a utilisé une option d'interface similaire). Pour accroître le sentiment "d'être là", les tableaux sont accessibles via le télétexte, des nouvelles d'un journal et d'accessoires sont disponibles en cliquant sur une feuille liée à un presse-papiers.
Tout en améliorant à chaque match, la plupart des fonctionnalités sont les mêmes depuis le début de la série. Le jeu se compare favorablement dans tous les domaines mais l'IA contre son principal concurrent, L'Entraîneur. Bien que similaire au nom, il n'a pas de rapport avec Ultimate Soccer.

## Jeux

### Ultimate Soccer Manager 98
Football Manager : Saison 98/99 (ou Ultimate Soccer Manager 98) est un jeu vidéo de management sportif de club de football développé par Impressions Games et édité par Sierra Entertainment, sorti en 1998 sur Windows.